# Histoire de Grasse

Les armoiries de la ville de Grasse se blasonnent ainsi :
D'azur à l'agneau pascal d'argent, la tête contournée, ornée d'un nimbe d'or chargé de trois tourteaux de gueules, portant une longue croix de gueules au guidon d'argent chargé d'une croix de gueules.
Devise : Dei gratia consules grassae.
Ces armoiries ont été attribuées à la ville en 1427.

 (octobre 2018).
Si vous disposez d'ouvrages ou d'articles de référence ou si vous connaissez des sites web de qualité traitant du thème abordé ici, merci de compléter l'article en donnant les références utiles à sa vérifiabilité et en les liant à la section « Notes et références ».
Cet article traite de l'histoire de la cité puis ville de Grasse (en occitan provençal : [ˈgʀasɔ], écrit Grassa selon la norme classique ou Grasso selon la norme mistralienne), une commune française, située dans le département des Alpes-Maritimes et la région Provence-Alpes-Côte d'Azur. 

## Histoire chronologique

### Néolithique: premières traces d'habitations
Les premières traces d’existence humaine dans le pays de Grasse datent du Néolithique. Des archéologues grassois du XIXe siècle tels que Paul Goby, Marcellin Chiris, Adrien Ghébart ou Casimir Bottin ont décrit et étudié les vestiges d’une activité humaine remarquable : dolmens, dolmens à couloir, tombes à chambre carrée, tumuli, « bories »… mettent en évidence l’existence d’une population plus importante qu’ailleurs. Plus étrange, ils y ont découvert de grosses enceintes faites d’énormes blocs dont l’utilité reste mystérieuse et qu’ils ont appelées « Castellaras ».

### Antiquité

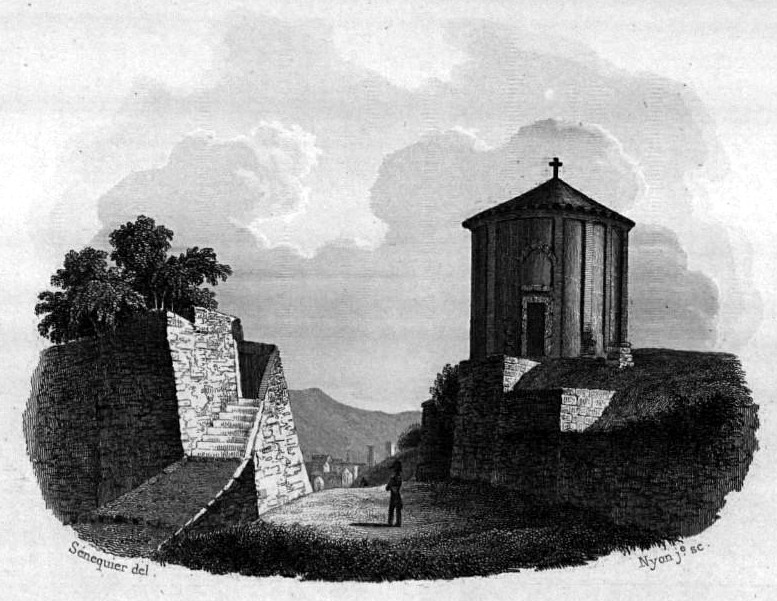
Le temple de Jupiter (gravure de 1838).

On trouve dans la région quelques vestiges préhistoriques, mais l'origine de Grasse est relativement obscure. La région de Grasse a été de bonne heure fertile et habitée par les Celto-Ligures avant de l’être par les Gallo-Romains.
Durant l'Antiquité, la Provence a vu de nombreuses populations la parcourir et parfois s’y installer comme les Ligures (Magagnosc) ou encore les Grecs. Quoi qu'il en soit, le territoire où se trouve Grasse est intégré à l'Empire romain, province des Alpes maritimes, dès l'an 14 av. J.-C.
Selon Gilette Gauthier-Ziegler on ne peut admettre l’hypothèse fantaisiste au XIXe siècle des abbés Massa et Boyer qui font de Grasse la capitales des Oxybiens.
Grasse ne figure pas dans l’Itinéraire d’Antonin et n’est mentionnée dans aucun document de la période romaine. On a longtemps voulu placer à Grasse la station ad Horrea mentionnée dans l'itinéraire Antonin comme un point intermédiaire entre Antibes et Fréjus, mais l'abbé Alliez a prouvé que cette voie ne passait point par Grasse et cette hypothèse est à peu près abandonnée. Cependant il semble certain qu'il y eut à Grasse un poste romain.
Quelques céramiques de l'Antiquité tardive (Ve – VIIe siècle) découvertes lors de travaux autour de la cathédrale indiquent à cette période une occupation humaine à l'emplacement de l'actuelle vieille-ville. 
Grasse ayant été occupé par les Romains, on a pensé au XVIIIe siècle qu'un temple dédié à Jupiter se serait élevé à la place de l’actuelle chapelle de Saint-Sauveur ou de Saint-Hilaire, mais il s'agissait plus vraisemblablement d'une église, la construction datant du VIe siècle.
Les envahisseurs barbares n’eurent pas de difficulté à envahir la Provence orientale qui, après avoir été reprise par le patrice Stilicon pour l'Empire d'Occident, tomba au pouvoir des Burgondes (443), des Ostrogoths (493), des Francs (534), puis des Lombards (817).

### Moyen Âge
En 875, la Provence se rattache au royaume de France et Boson, nouveau roi, lui fait signer acte d’allégeance le 15 octobre 879. Grasse refuse de le signer et se détache donc de la Provence. Elle se rattache alors au royaume de Lombardie sous le règne de Charles II le Gras en 879, puis au royaume de Bourgogne Jurane sous Rodolphe II, au royaume d’Arles sous Rodolphe III. Dévastées par les Arabes, Grasse et sa région sont reconquises par les princes d’Arles qui donnent en fief la Ville et la moitié du territoire de l’Évêché d'Antibes à Rodoard qui avait aidé à cette libération et fondateur de la maison de Grasse, seigneurs d'Antibes.
Le nom « de Grasse » est apparu au XIe siècle, il fut porté pour la première fois par le petit fils de Rodoard : Guillaume Gauceran qui, dans une charte du 15 octobre 1040, signa « Guillelmus de Grassa ». Cette première trace se trouve dans le Cartulaire de l’Abbaye de Saint-Victor de Marseille,,,,,.
L’assujettissement féodal de la ville va être de courte durée. Dès 1138 on constate que Raimond de Grasse traitant avec la république de Gênes, signe un protocole au nom des seuls Antibois sans faire aucune mention des Grassois. Les Grassois abolissent le servage et la ville est dirigée par des consuls élus pour un an, au nombre de quatre. Ils représentent la ville auprès des autres républiques, des seigneurs, des villes voisines, de l’évêque, ils possèdent le pouvoir judiciaire, bien qu’assistés par des « judex consulum », ils organisent la défense de la ville, fixent les impôts et nomment les fonctionnaires de la ville. Grasse compte alors une forte population d'origine juive, peut-être andalouse comme dans le reste de la Provence et elle gardera une importante « juiverie » jusqu'au XVIe siècle (voir Magagnosc). 
En 1171, le Consulat signe un traité politique et commercial avec Gênes d’une durée de 29 ans, le premier d’une longue série qui durera près de trois siècles. En 1179, c’est avec Pise que Grasse signe un traité pour 26 ans. La ville aime commercer avec des villes indépendantes comme Gênes en exportant ou important toiles, cuirs, blé, peaux brutes, peaux tannées, vin et bétail. Sa nouvelle liberté fait fleurir le commerce avec les villes voisines qui cherchaient à conclure des alliances avec les Consuls. Ainsi, en 1207, les comtes de Castellane offrent à Grasse un droit de passage et de pâturage sur leurs terres. En 1212, c’est au tour du Seigneur de Séranon de conclure les mêmes accords.
Les évêques d’Antibes s’installent à Grasse et le pape Innocent IV transporte officiellement le siège épiscopal d’Antibes à Grasse le 19 juillet 1244. Le nouvel évêché grassois couvre les communes d'Antibes, Cannes, Biot, Valbonne, Roquefort, Le Rouret, Le Bar-sur-Loup, Gourdon, Caussols, Saint-Vallier et Saint-Cézaire-sur-Siagne.
Mais cette importance grandissante attire l’attention du comte de Provence Raimond Bérenger qui attaque la ville. Et malgré une défense héroïque menée par le chevalier Hugues Sicard de Tourettes, Grasse est vaincue en 1220 et rattachée au comté de Provence.
Le Comte de Provence prend possession des deux tours du Puy et de la Foux le 24 juillet 1227. Il maintient les consuls, mais nomme un juge et un bayle et instaure de nouveaux impôts : l’albergue, le droit de ban, les chevauchées (ou cavalcades), l’aide aux quatre cas et la gabelle du sel.
Sicard, le bayle nommé à Grasse pour rendre la justice au nom du comte fait de Grasse un chef-lieu de baylie. En 1250, Grasse devient également chef-lieu de Viguerie. Le viguier rendait, lui, la justice au nom du Roi, mais possédait aussi un rôle administratif immense et le conseil municipal mit du temps à imposer son autorité face à un tel personnage, premier fonctionnaire de la Ville. Hiérarchiquement, sous le viguier, une organisation administrative importante se met en place avec des sous-viguiers ou lieutenants de viguerie, des juges, des clavaires, des regardeurs… La Viguerie de Grasse comprend alors Briançonnet, La Motte, Saint-Vallier, Auribeau, Le Rouret, La Garde, Mouans, Escragnolles, Avignonnet, Saint-Cézaire, Le Bar, Gourdon, La Roquette, Mougins, Biot, Cannes, Roquefort, Châteauneuf, Opio, Caussols, Clermont (au XIXe siècle, en 1822, par décision royale, la commune du Clermont est rattachée à Châteauneuf) , Sartoux, Cabris, Saint-Panduce, Cipières, Canneaux, Touron, Pégomas, Magagnosc, Antibes, Auria, Olive, Garbies, Valettes, Calian, La Malle, Thorenc, Andon, Arlucques et Revert. Au travers de cette viguerie, on voit déjà se dessiner le Pays de Grasse. 
Grasse obtient des privilèges du Comte de Provence, puis des Rois et Reines de France : liberté de commerce, liberté de l’héritage, droit d’affouage et de pâturage dans les lieux voisins, baisses et exemptions d’impôts, liberté de culture et d’élevage, droit de posséder une cloche, indulgences judiciaire, charité aux pauvres de Grasse. La famille royale montra ainsi sa reconnaissance pour la fidélité de Grasse à sa cause jusqu’à Louis XIV qui respecta moins ces franchises. 
L’artisanat de la tannerie est la principale activité économique et commerciale.
Le XIVe siècle est celui des religieux qui construisent de nouveaux couvents et agrandissent les remparts pour les protéger. Derrière ces nouvelles fortifications, on crée de nouvelles maisons, autour de la place aux Aires. La population s’accroît. En 1321, Grasse compte 6 000 habitants.
Le 25 octobre 1384 Foulques d'Agout, sénéchal de Provence, fait donation de biens à la commune de Grasse en récompense de son attachement à la cause de la Maison d'Anjou, et fait rentrer dans la viguerie de Grasse les châteaux, villes et lieux situés en deçà du Var et dépendant de la viguerie de Nice ou des bailles de Villeneuve et de Sigale soit : Cagnes, La Colle, Saint-Paul-de-Vence, la Gaude, Saint-Jeannet, Tourettes, Courmes, Gattières, le Broc, Bézaudun, les Ferres, Gilette, Bonson, Revest, Pierrefeu, Tourette, Toudon, Saint-Antonin, La Penne, Saint-Pierre, Collongues, Sallagriffon et La Rochette.
À la fin du XIVe siècle, le Conseil de ville est organisé et fonctionne régulièrement ; c'est le Conseil ordinaire, Consilium ordinarium. Il comprend vingt membres : ce sont des juristes, des notaires, de riches propriétaires, quelques marchands et artisans. Les notaires et les gens pourvus d'un office doivent renoncer à leurs fonctions pendant le temps de leur admission au Conseil. Les conseillers ne sont pas payés. Issue du lointain consulat de Grasse, « Une sorte d'aristocratie [dirons nous un lignage urbain] s'était formée qui détenait les fonctions municipales : de la fin du XIVe siècle à la fin du XVe siècle, ce sont toujours les mêmes noms qui figurent sur les listes du Conseil : les Aynési, les Poloys, les Achard, les Courmes, les Roque, les Grenon, les Meyfred, les Turlaire, les Muraire, les Tombarel, les Simosse, les Sauvan, les Laugier, les Tossans, les Rabuis, les Théas et les Bonnefoy semblent se transmettre immuablement les fonctions de conseillers »
.
Le XVe siècle est le théâtre de nombreux malheurs. Pour protéger la Provence des troupes meurtrières du roi Alphonse d’Anjou, les Grassois se battent et s’affaiblissent. Puis, ce sont deux épidémies de peste en 1451 et 1470 qui tuent le tiers de la population. En 1482, Louis XI agrandit son royaume et annexe la Provence. Grasse devient française.

### Temps modernes

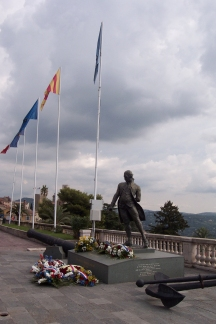
Monument en l'honneur de l'amiral de Grasse, place du Cours à Grasse.

Pendant la Renaissance, Grasse subit l’invasion de Charles Quint, au cours de laquelle la ville est incendiée et pillée.
En 1589, Grasse prend position en faveur d’Henri IV et de son édit de Nantes dans les guerres de religion, ce qui lui attire les foudres du baron de Vins qui fait le siège de la ville pendant huit jours. Grasse se rend, le premier consul Antoine Taulane et 17 autres Grassois se sacrifient pour sauver la ville mais le baron est tué.
Durant le XVIIe siècle, Grasse se relève. C’est l’apogée de l’industrie de la tannerie, mais aussi le début de celle du parfum et des « gants parfumés ». La première industrie était à l'origine de très mauvaises odeurs, à la différence de la seconde. 
Grasse est connue au siècle des Lumières pour l’intervention cruciale des troupes navales de l’amiral de Grasse, issu de la lignée des comtes de Grasse, dans la victoire des États-Unis contre les colons britanniques. C’est à bord de La Ville de Paris qu’il remporte la victoire de Chesapeake.
Jean-Honoré Fragonard, enfant de Grasse, devient « peintre du Roi » sous la pression de la marquise de Pompadour. 
Hervé Court de Fontmichel dans Le Pays de Grasse écrit qu'à la fin du 18e siècle la haute société grassoise « extrêmement fermé, uni par le sang et l'intérêt » comporte une minorité aristocratique d'origine féodale et une majorité de familles, nobles ou notables, issues du monde des affaires. Il cite les marquis de Grasse, possédant encore quelques fiefs aux alentours de la cité, tel Cabris jusqu'au XVIe siècle et Le Bar jusqu'à la révolution ; les Villeneuve, seigneurs de Vence, de Gréolières, de Beauregard ; les Clapiers, seigneurs de Cabris ; les Bompar ; les Lyle-Taulanne ; les Pontevès ; les Théas, seigneurs de Caille, de Gars et d'Escales ; les Court, seigneurs d'Esclapon, Fontmichel et Séranon ; les Durand, seigneurs de Sartoux ; les Lombard, marquis de Gourdon et de Montauroux ; les Cresp, seigneurs de Saint-Cézaire ; les Geoffroy, seigneurs du Rouret ; les Mougins, seigneurs de Roquefort ; les Fanton, seigneurs d'Andon et Thorenc ; les Tressemannes, seigneurs du Chasteuil et du Puget ; les Robert, seigneurs d'escragnolles ; les Amic ; les Roubaud d'Antelmy ; les Luce ; les Courmes ; les Chiris ; les Isnard ; les Gazan ; les Pérolle ; les Gallimard ; les Fabre ; les Emerigon ; les Bain. Ces familles habitent de fort belles demeures, la vie mondaine s'y développe dans l'élégance et le faste. À la veille de la révolution, les salons de la marquise de Cabris, sœur de Mirabeau et de Mgr de Prunières, évêque de Grasse, seront particulièrement brillants. La place aux Aires s’embellit avec la construction d’une fontaine.

### Révolution française
Peu avant la Révolution française, l’agitation monte. Outre les problèmes fiscaux présents depuis plusieurs années, la récolte de 1788 avait été mauvaise et l’hiver 1788-89 très froid. L’élection des États généraux de 1789 avait été préparée par celles des États de Provence de 1788 et de janvier 1789, ce qui avait contribué à faire ressortir les oppositions politiques de classe et à provoquer une certaine agitation. C’est au moment de la rédaction des cahiers de doléances, fin mars, qu’une vague insurrectionnelle secoue la Provence. Une émeute frumentaire se produit à Grasse le 30 mars. Des paysans et des ouvriers piémontais se rassemblent contre la cherté du grain : la manifestation se limite cependant à des cris et des menaces. Dans un premier temps, la réaction consiste dans le rassemblement d’effectifs de la maréchaussée sur place. Puis des poursuites judiciaires sont diligentées, mais les condamnations ne sont pas exécutées, la prise de la Bastille comme les troubles de la Grande Peur provoquant, par mesure d’apaisement, une amnistie début août.
Le 15 juin 1789 Honoré-Camille de Mougins-Roquefort, alors curé de Grasse, fait partie des premiers curés élus du clergé qui refusent de siéger dans la salle des Cent-Suisses et rejoignent le tiers état. Lors de la division de la France en 83 départements par l'assemblée Constituante, en janvier 1790, Grasse fait partie du département du Var dont elle est la préfecture de 1793 à 1795.
Grasse est alors une ville de tradition opportuniste et commerçante, globalement opposée à la Révolution. "Les artisans grassois se divisent en deux factions dont les chefs appartiennent à la bourgeoisie marchande aux et qui se disputent la mairie et la rue pendant toute la révolution. Même s'ils semble plus nombreux dans le parti républicain, la majorité de cette bourgeoisie marchande participe au mouvement contre-révolutionnaire. Cependant des Grassois sont emprisonnés pour avoir montré leur hostilité à la Révolution et une guillotine est installée où sont exécutés trente « ennemis du peuple ».

### Époque contemporaine
Le XIXe siècle est en revanche un siècle de prospérité. Le parfum se développe et Grasse devient « Capitale mondiale des Parfums ». Elle s’ouvre vers l’extérieur et de grandes usines apparaissent, signe d’adhésion à la révolution industrielle. C’est également le début du tourisme : on apprécie la qualité de vie, les paysages et le climat qui y règne. La princesse Pauline y séjourne en 1811 et donne son nom au jardin où elle aime se reposer. De riches étrangers construisent de magnifiques villas et la ville s’enrichit en curiosités diverses. À la création des départements en 1790, Grasse appartenait au Var, dont elle fut même le chef-lieu de 1793 à 1795. Son arrondissement en fut détaché en 1860 pour former, avec le comté de Nice qui venait d'être rattaché à la France, les Alpes-Maritimes.
Au XXe siècle, Grasse garde sa réputation touristique et l’industrie des parfums se transforme et se modernise.

## Événements à Grasse
Le 12 juin 1973, des travailleurs immigrés sans-papiers manifestent dans le calme contre la circulaire Fontanet, et se présentent à la mairie de Grasse pour présenter leurs revendications ; le maire de la commune Hervé de Fontmichel refuse toute discussion et les fait disperser à la lance incendie. Une cinquantaine de travailleurs tunisiens sont interpelés. Les tabassages font cinq blessés, dont un grave, chez les manifestants. Des expéditions punitives associant des policiers sont menées pendant la nuit. Des affiches signées Ordre nouveau sont placardées dans la ville pour dénoncer « l'immigration sauvage ». Louis Blancard, le curé de Grasse, organise un mois après les incidents une réunion avec les travailleurs immigrés pour calmer les esprits et « demande pardon pour ce qu'on leur a fait ». Ces évènements sont considérés comme le fait annonciateur de la vague de crimes racistes ayant visé les algériens à l'été 1973 à Marseille.

## Histoire thématique

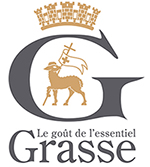
Logotype officiel de la ville de Grasse

### Héraldique
Le Blasonnement des Armoiries de la ville de Grasse date du XIIIe siècle : D'azur à l'Agneau pascal portant une longue croix à laquelle est attaché un étendard, le tout surmonté d’une couronne de comte bigarrée. Au cours du temps celles-ci ont parfois varié légèrement.
De nos jours, le logotype officiel de la ville est composé d'un agneau pascal, portant une longue croix à laquelle est attaché un étendard, le tout d'or à l'intérieur d'un G majuscule gris surmonté d'une couronne d'or.

### Parfumerie
Au XIIe siècle, se développe le commerce des peaux et les tanneurs travaillent autour du petit canal qui parcourt la cité. Cette activité génère une forte odeur. À l'époque de la Renaissance les fabricants commencent à parfumer leur production de gants, de sacs et de ceinture, pour répondre à la nouvelle mode venue d'Italie avec l'entourage de la reine Catherine de Médicis. 
La campagne autour de la cité commence à se couvrir de champs de fleurs, offrant de nouveaux effluves à la ville. En 1614, le roi reconnaît la nouvelle corporation des « gantiers parfumeurs ».
Au milieu du XVIIIe siècle, la parfumerie connaît un très important essor. Les entreprises phares datent de cette époque parmi lesquelles Isnard, Galimard, Chiris, Debézieux, les Fargeon, Roure, Lautier. La production artisanale des débuts se transforme en une véritable industrie capable de s'adapter aux nouveaux impératifs du marché, et concurrence Montpellier.
Au XIXe siècle, certaines matières premières commencent à être importées, notamment des colonies. En 1840, Grasse compte 45 sociétés réparties en trois secteurs : les cultivateurs de plantes, les courtiers en fleurs et les industriels. Le pic est atteint vers 1875, où l'on compte près de 65 sociétés. 
Au XXe siècle, c'est la création des produits de synthèse pour répondre à la démocratisation des parfums et de leurs emplois dérivés : shampoings et déodorants, crèmes et détergents, arômes alimentaires pour les biscuits, les glaces et les produits lactés, les boissons, les plats cuisinés, les confiseries, les confits et les sirops.
En 1905, six cents tonnes de fleurs étaient récoltées, dans les années 1940, cinq mille tonnes étaient produites annuellement. Au début des années 2000, la production est inférieure à 30 tonnes, toutes fleurs confondues.

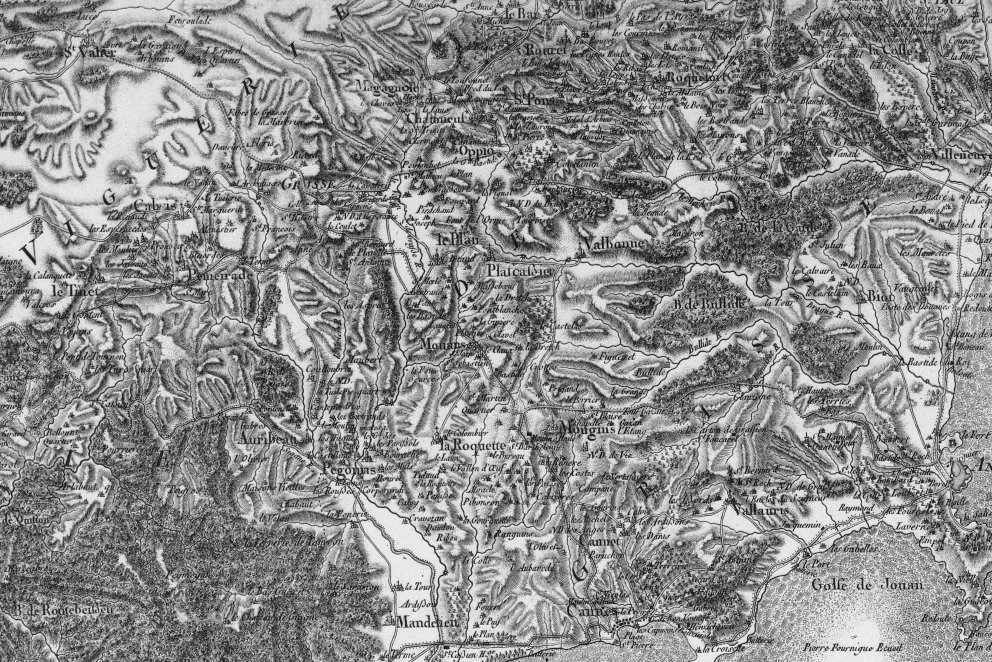
Carte de Cassini de la région de Grasse. On y discerne en grosses lettres l'inscription « Viguerie de Grasse »

### Viguiers et bayles
De 1220 à 1481, le comte de Provence fait de Grasse un chef-lieu de baylie. Le bayle rend la justice dans toute la région au nom du comte.
À ce magistrat vint s'ajouter en 1250 le viguier lorsque Grasse est devenu chef-lieu de viguerie. Le viguier, rend lui aussi la justice dans tout le pays de Grasse, mais au nom du roi.
Ces deux administrations, extrêmement puissantes et organisées, mirent souvent à mal l'autorité du conseil municipal.
| Nom                                                                           | Période             |  | Nom                    | Période        |
| ----------------------------------------------------------------------------- | ------------------- |  | ---------------------- | -------------- |
| Hugues Sicard fut le premier bayle de Grasse et O de Braye le premier viguier |                     |  |                        |                |
| Hugues Sicard                                                                 | 1220-1222-1224      |  |                        |                |
| O de Braye                                                                    | 1260                |  | Grégoire Vidame        | 1264           |
| Grégoire Vidame                                                               | 1269                |  | Adam de Fresnel        | 1273           |
| Grégoire Vidame                                                               | 1279                |  | Adam de Fresnel        | 1288           |
| Jean de Baume                                                                 | 1289                |  | Geofroi Castillon      | 1290           |
| Bernard de Riez                                                               | 1290                |  | Bernard Perier         | 1296           |
| Michel de Cocharel                                                            | 1299-1300           |  | Hugues de Brignolles   | 1301           |
| Béranger de Gardanne                                                          | 1306                |  | François de Palène     | 1307           |
| Armand de Breuil                                                              | 1309                |  | Michel de Cocharel     | 1309-1310-1311 |
| Bertrand de Routilles                                                         | 1311                |  | Bertrand de Beuil      | 1312           |
| Bertrand de Fors                                                              | 1326                |  | Guillaume Auquin       | 1327           |
| Luquin de Grimaud                                                             | 1328                |  | Aycar de Pierrefeu     | 1331           |
| François de Barras                                                            | 1333                |  | François de Scrofano   | 1336           |
| Pierre Chabaud de Sparmont                                                    | 1338                |  | Béranger de Grantadon  | 1343           |
| Jean Rebuffel                                                                 | 1340                |  | Barthelin de Gros      | 1345           |
| Pierre Barle                                                                  | 1344                |  | Isnard                 | 1352           |
| Raymond Catelin d'Hyères                                                      | 1350                |  | Bertrand Maurus        | 1352           |
| Bérenger de Grantadon                                                         | 1353                |  | Raybaud de Reillan     | 1354           |
| Charlet Simon                                                                 | 1357-1358           |  | François Gneu          | 1360-1361      |
| Jean de Fasses                                                                | 1369                |  | Gaucelin de Grimaldis  | 1370           |
| Arnaud de Montolive                                                           | 1371                |  | François Cays          | 1377           |
| Guigues Sarrasin                                                              | 1377                |  | Bertrand Sigun         | 1379           |
| Philippe Manaud ou Martinaud                                                  | 1380-1381           |  |                        |                |
| Jean de Fosses                                                                | 1384                |  | Elzéar Autrice         | 1385           |
| Pierre Chabaud                                                                | 1387                |  | Étienne Féraud         | 1401           |
| Jean Audibert                                                                 | 1402                |  | Raphaël Bertrand       | 1405           |
| Bertrand de Rousset                                                           | 1410                |  | Louis de la Tour       | 1413           |
| Étienne de Constance                                                          | 1415                |  | Elzéar de Marrières    | 1415           |
| Bertrand de Grasse-Bar                                                        | 1418                |  | Jacques de Roquemaure  | 1419           |
| Nicolas Jean                                                                  | 1421                |  | Louis de la Tour       | 1423-1424      |
| Lancelot de Pontévèse                                                         | 1424-1425           |  | Monet Albert           | 1425-1426      |
| Jean Esmandat                                                                 | 1426-1427           |  | Louis de la Tour       | 1427-1428      |
| Lazare Charbonnel                                                             | 1428-1429           |  | Étienne Féraud         | 1431           |
| Jean Béraud                                                                   | 1432                |  | Baudet Jean            | 1433           |
| Gaspard de Junin                                                              | 1434                |  | Bertrand de Villeneuve | 1435           |
| Jean de Cadie                                                                 | 1440-1441           |  | Jean Sicale            | 1441-1442      |
| Jean de Cadie                                                                 | 1442-1443-1444-1445 |  |                        |                |
| Georges Camps                                                                 | 1445-1446           |  | Pierre Brice           | 1446-1447      |
| Charles Vinet                                                                 | 1447-1448           |  | Jean de Castellane     | 1449-1450      |
| Jacques Thomas                                                                | 1451                |  | Gland Raoul            | 1453-1454      |
| Nard de Lauret                                                                | 1454-1455           |  | Y Colin ou Roulin      | 1456-1457      |
| Nard de Lauret                                                                | 1457                |  | Charles de Grasse      | 1458           |
| Louis de Puget                                                                | 1470                |  | Jean Isnard            | 1474-1475      |
| Jean Sanguinaire                                                              | 1475-1476           |  | Jean Bouvin            | 1477           |
| Claude Remusat                                                                | 1477-1478           |  | Louis de Pontévèse     | 1478-1479      |
| Charles de Grasse                                                             | 1480                |  | Hélion de Villeneuve   | 1481           |

### Liste des maires
| Période           | Période          | Identité                             | Étiquette                              | Qualité |
| ----------------- | ---------------- | ------------------------------------ | -------------------------------------- | --- |
| 1789              | 1792             | Jean-Joseph de Mougins de Roquefort  | Club des défenseurs de la Constitution | Député |
| 1792              | 1792             | Jean François Ricord                 | Club des Patriotes                     | |
| 1792              | 1792             | Pierre Girard                        | Club des Patriotes                     | |
| 1792              | 1794             | Honoré-Marie Court d'Esclapon        | Libéral                                | |
| 19 février 1794   | 10 octobre 1794  | Marc-Henri Cresp                     | Club des Patriotes                     | |
| 10 octobre 1794   | 1797             | Honoré-Marie Court d'Esclapon        | Libéral                                | |
| 1797              | 1797             | Marc-Henri Cresp                     | Libéral                                | |
| 1797              | 1798             | Claude Aubin                         | Royaliste Bonapartiste                 | |
| 1798              | 1802             | Claude-François de Théa-Gars         | Royaliste Bonapartiste                 | |
| 1802              | 1815             | Joseph Court de Fontmichel           | Royaliste Bonapartiste                 | |
| 1815              | 1816             | Marquis Jean-Paul Lombard de Gourdon | Royaliste Bonapartiste                 | |
| 1816              | 1821             | Pierre-Louis Fabre                   | Royaliste modéré                       | |
| 1821              | 1823             | Joseph Court de Fontmichel           | Royaliste                              | |
| 1823              | 1825             | Chevalier de Tressemannes            | Royaliste modéré                       | |
| 1825              | 1826             | Honoré-Camille de Mougins-Roquefort  | Royaliste modéré                       | |
| 1826              | 1830             | Félix du Rouret                      |                                        | |
| 1830              | 1834             | Joseph Constant de Mauduit           |                                        | |
| 1834              | 12 février 1835  | Claude-Marie Courmes                 | Royaliste                              | Négociant et armateur Député du Var (1831 → 1834) Conseiller général du Var (1811 → 1833) |
| 12 février 1835   | 4 juillet 1838   | Joseph-François Gasq                 |                                        | |
|                   |                  |                                      |                                        | |
| 1848              | 1871             | Dominique Conte                      | Extrême gauche                         | Négociant Député du Var (1849 → 1851) Conseiller général de Grasse (1848 → 1852) |
| 1871              | 11 mai 1884      | Joseph-Léon Roubaud                  | Droite                                 | Avocat Conseiller général de Grasse (1871 → 1880) |
| 11 mai 1884       | 16 mai 1892      | Ernest Roure                         | Républicain modéré                     | Notaire Député des Alpes-Maritimes (1885 → 1889) Conseiller général de Grasse (1886 → 1892) |
| 16 mai 1892       | 20 janvier 1896  | Étienne Bertrand                     |                                        | |
| 20 janvier 1896   | 1er juillet 1898 | Albin Marcy                          |                                        | |
| 1er juillet 1898  | 8 mai 1904       | Antoine Maure                        | Républicain Rad.                       | Avocat Député de la 1re circonscription de Grasse (1902 → 1906) Conseiller général de Grasse (1898 → 1910) Réélu en 1900 et 1901 |
| 8 mai 1904        | 1er mai 1914     | Honoré Cresp                         | Radical modéré                         | Réélu en 1908 et 1912 Démissionnaire |
| 13 juillet 1914   | janvier 1922     | Jean Ossola                          | Rad.                                   | Avocat Sous-secrétaire d'État (1925 → 1926) Député des Alpes-Maritimes (1914 → 1932) Conseiller général de Grasse (1910 → 1922 et 1928 → 1932) Conseiller général d'Antibes (1922 → 1928) Réélu en 1919 Démissionnaire |
| janvier 1922      | 26 février 1922  | Joseph Bompard                       |                                        | Premier adjoint faisant fonction de maire |
| 26 février 1922   | 16 avril 1927    | Dr Eugène Perrimond                  | Radical modéré                         | Médecin Réélu en 1925 |
| 19 juin 1927      | 10 mai 1931      | Emmanuel Rouquier                    |                                        | Ingénieur Réélu en 1929 Mandat interrompu à la suite d'une crise au sein du conseil municipal |
| 12 juillet 1931   | 20 mars 1941     | Étienne Carémil (1877-1949)          | RG/Rad.soc.                            | Parfumeur, directeur de la Caisse d'épargne Conseiller général de Grasse (1932 → 1940) Conseiller d'arrondissement (1913 → 1932) Réélu en 1935, révoqué en 1941 par le régime de Vichy |
| 20 mars 1941      | ?                | Henri Bénard                         | Pétainiste                             | Parfumeur, président de la délégation spéciale Nommé maire par arrêté du 13 mars 1941 |
| 26 août 1944      | 5 septembre 1944 | Henri Giroux                         |                                        | |
| 5 septembre 1944  | 10 mai 1947      | Dr Pierre Colomban (1897-1947)       | SFIO                                   | Médecin, résistant du mouvement Combat Président du comité local de libération (5 septembre 1944) puis de la délégation spéciale (9 décembre 1944) Décédé en fonction |
| 24 mai 1947       | 27 octobre 1947  | Honoré Lions                         | SFIO                                   | Premier adjoint du précédent |
| 27 octobre 1947   | septembre 1951   | Pierre Ziller                        | RPF                                    | Industriel dans la parfumerie Député de la 6e circonscription des Alpes-Maritimes (1958 → 1971) Conseiller général de Grasse (1949 → 1955 et 1961 → 1971) Réélu le 6 février 1949 à la suite d'une élection partielle Démissionnaire |
| 12 septembre 1951 | 26 avril 1953    | Albert Ferré (1883-1970)             | Socialiste                             | Ancien confiseur, résistant du mouvement Combat |
| 26 avril 1953     | 16 mars 1959     | Dr Jean Fanton d'Andon (1890-1986)   | RGR                                    | Médecin ORL Conseiller général de Grasse (1955 → 1961) |
| 16 mars 1959      | 21 mars 1971     | Honoré Lions                         | SFIO                                   | Réélu en 1965 |
| 21 mars 1971      | 28 mars 1977     | Hervé de Fontmichel                  | Rad.                                   | Avocat, ancien conseiller municipal de Nice Conseiller général de Grasse (1971 → 1985) |
| 28 mars 1977      | 6 mars 1983      | Georges Vassallo                     | PCF                                    | Directeur de collège, ancien conseiller municipal de Tende Conseiller régional de Provence-Alpes-Côte d'Azur (1978 → 1983) Vice-président du conseil régional (1978 → 1983) |
| 6 mars 1983       | 19 juin 1995     | Hervé de Fontmichel                  | UDF-Rad.                               | Avocat et juriste, membre du Conseil d'État Conseiller régional de Provence-Alpes-Côte d'Azur (1986 → 1998) Conseiller général de Grasse (1971 → 1985) Conseiller général de Grasse-Sud (1985 → 1989) Conseiller général de Grasse-Nord (1992 → 1994) Vice-président du conseil général (1979 → 1986 et 1992 → 1994) Réélu en 1987 et 1989        |
| 19 juin 1995      | 31 mars 2014     | Jean-Pierre Leleux                   | MPF puis DL puis UMP                   | Enseignant en économie, ancien assureur Sénateur des Alpes-Maritimes (2008 → 2020) Conseiller général de Grasse-Sud (1989 → 1998) Conseiller général de Grasse-Nord (2004 → 2008) Vice-président du conseil général (2004 → 2008) Président du Pôle Azur Provence (2001 → 2013) Président de la CA du Pays de Grasse (2014) Réélu en 2001 et 2008 |
| 31 mars 2014      | En cours         | Jérôme Viaud (1977- )                | UMP → LR                               | Chef d'entreprise, ancien chargé de mission Conseiller général de Grasse-Nord (2008 → 2015) Conseiller départemental de Grasse-1 (2015 → ) Vice-président du conseil départemental (2015 → ) Président de la CA du Pays de Grasse (2014 → ) Réélu pour le mandat 2020-2026                                                                        |

## Culture locale et patrimoine

### Lieux et monuments
- Cathédrale Notre-Dame-du-Puy de Grasse. L'édifice a été classé au titre des monuments historiques en 1920[31].
- Église de l'Oratoire de Grasse. L'édifice a été inscrit au titre des monuments historiques en 1941[32].
- Église Saint-Laurent-de-Magagnosc de Grasse. L'édifice a été inscrit au titre des monuments historiques en 1968[33].
- Église Notre-Dame-des-Chênes de Grasse.
- Église Saint-Antoine de Grasse.
- Église Saint-Christophe de Grasse.
- Église Saint-Claude de Grasse.
- Église Saint-Jacques de Saint-Jacques.
- Église de la Visitation-Sainte-Marie de Grasse.
- Église Saint-Pancrace de Plascassier.
- Église Sainte-Hélène de Plan-de-Grasse.
- Chapelle Saint-Thomas de Grasse. L'édifice a été inscrit au titre des monuments historiques en 1931[34].
- Chapelle Saint-Barnabé de Grasse.
- Chapelle Saint-François de Grasse.
- Chapelle Saint-Mathieu de Grasse.
- Chapelle Sainte-Anne de Grasse.
- Chapelle des Pénitents blancs de Magagnosc.
- Chapelle Saint-Jean de Grasse.
- Chapelle Saint-Michel de Grasse.
- Chapelle Saint-Sauveur des Ribes.
- Chapelle Saint-Padre-Pio de Grasse.
- Chapelle Saint-Joseph de Grasse.

### Personnalités liées à la commune
XVIe siècle

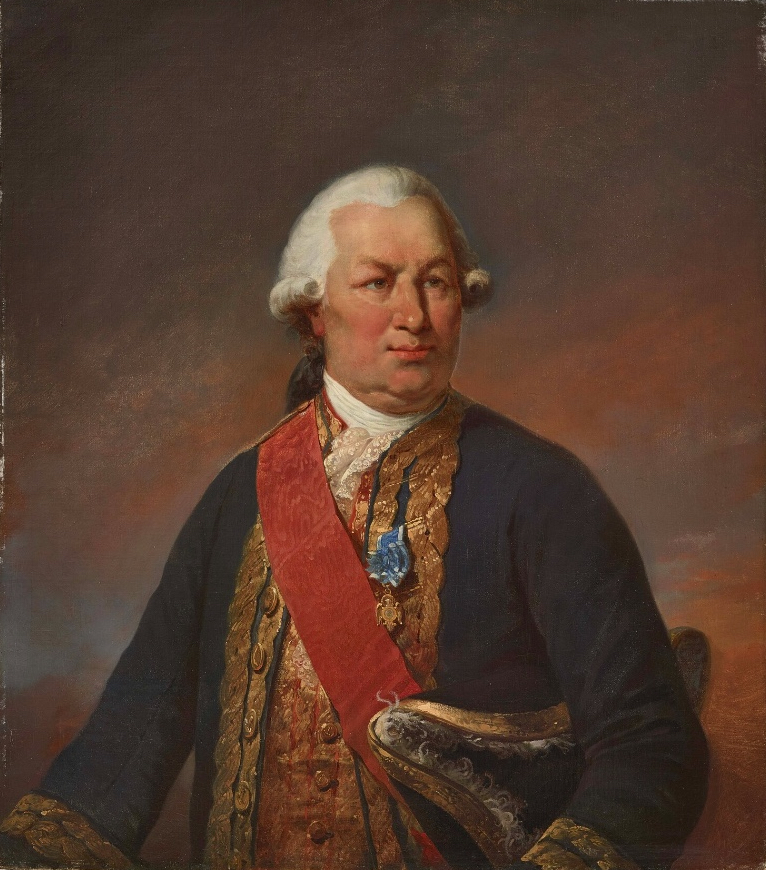
François Joseph Paul, marquis de Grasse Tilly, comte de Grasse

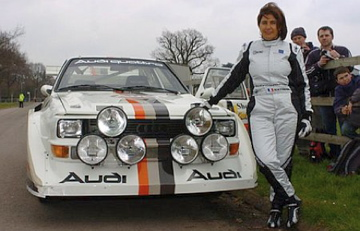
Michèle Mouton en 1985

- Louis Bellaud de la Bellaudière (1543-1588), poète du XVIe siècle.

XVIIe siècle
- Antoine Godeau (1605-1672), évêque de Grasse et premier membre de l'Académie française de l'Histoire.

XVIIIe siècle
- François Joseph Paul, comte de Grasse, dit l'amiral de Grasse (1722-1788), lieutenant général des armées navales de Louis XVI. Né au Bar-sur-Loup, il commandait la flotte française envoyée par le roi Louis XVI lors de la guerre d'indépendance des États-Unis (fin du XVIIIe siècle) et remporta sur la flotte britannique la victoire de la baie de Chesapeake permettant la victoire de la bataille de Yorktown qui devait mettre fin à cette guerre. Un lycée de la ville porte son nom.
- Honoré Fragonard (1732-1799), anatomiste célèbre pour ses « écorchés ».
- Jean-Honoré Fragonard (1732-1806), peintre du XVIIIe siècle.
- Maximin Isnard (1755-1825), député du Var pendant la Révolution, ancien président de l'Assemblée nationale et élu au Conseil des Cinq-Cents est né et mort à Grasse.
- Jean-Baptiste Mallet (1759-1835), peintre français.

XIXe siècle
- Honoré Théodore Maxime Gazan de la Peyrière (1765-1845), général sous le 1er Empire.
- Alexis-François Aulagnier (1767 - Grasse ✝ décembre 1830 - Paris), médecin français de « quelque réputation » des XVIIIe et XIXe siècles.
- Napoléon Ier (1769-1821), empereur des Français, visiteur occasionnel de Grasse, il y fit une halte lors de sa remontée sur Paris en 1815. Il est contraint d'y abandonner, place de la Foux, 4 canons, une berline et plusieurs voitures.
- Claude-Marie Courmes (1770-1865), négociant et armateur, conseiller général du Var (1811-1833), maire de Grasse (1830-1835), député du Var (circonscription de Grasse) (1831-1834)[35] est né et mort à Grasse.
- La princesse Pauline Bonaparte (1780-1825) séjourna longtemps dans la ville à partir de 1811. Elle se promènait souvent dans ce que sont aujourd'hui les jardins de la Princesse Pauline.
- Antoine-François-Félix Roselly de Lorgues (11 août 1805, natif), écrivain religieux français.
- Victoria du Royaume-Uni (1819-1901), reine du Royaume-Uni, fit honneur de sa présence du 25 mars au 28 avril 1891 dans la ville de Grasse, séjour au cours duquel elle visita les jardins d'Alice de Rothschild et les établissements Chiris.
- Charles Nègre (1820-1880), peintre et photographe, né et mort à Grasse.
- César Ossola (1848-1915), industriel en parfums, adjoint au maire de Grasse, député ; une place de Grasse porte son nom.
- Léon Chiris (1839-1900), industriel et négociant en parfumerie, il possédait et dirigeait la plus importante maison de parfumerie de la ville dans la seconde moitié du XIXe siècle. Député de la circonscription de Grasse de 1874 à 1882, sénateur de 1882 à 1900, membre de l'Union républicaine (gauche). Sa belle-fille fonde par la suite de nombreuses œuvres de charité.
- Alice de Rothschild.
- Édouard Rod (1857-1910), écrivain suisse, mort à Grasse.
- Marcellin Chiris (1857-1932), archéologue français, né et mort à Grasse.
- Herbert George Wells (1866-1946), le célèbre écrivain britannique, qui y possédait la propriété de Lou Pidou. Wells et Eugène Dupont[36].
- Ivan Bounine, en russe Иван Алексеевич Бунин (1870-1953), écrivain russe et prix Nobel de littérature, auteur de poèmes, nouvelles et de romans a vécu vingt-deux ans à Grasse.
- Paul Goby (1879-1937), archéologue et auteur de la découverte du Plateau de la Malle.
- Jean Ossola (1881-1932), député, secrétaire d'État à la Guerre, maire de Grasse.

XXe siècle
- Robert Crépeaux (1900-1994), champion de France d'échecs.
- Pierre Herbart (1903-1974), romancier et essayiste français, mort à Grasse.
- Ferdinand Springer (1907-1998), peintre-graveur, mort à Grasse.
- Édith Piaf (1915-1963), chanteuse française, morte à Grasse (Plascassier).
- Albert Durand (1918-1943), pilote du groupe Normandie-Niemen, né à Grasse, mort en combat aérien au-dessus de Ielnia, Compagnon de la Libération
- Jean Bellec (1920-2002), compagnon de la Libération, mort à Grasse.
- Gaston Guigonis (1913-1994), ingénieur agronome, officier du Groupe de bombardement Lorraine, Compagnon de la Libération
- Alexandre de Marenches (1921-1995), officier français, ancien patron du SDECE y a passé la fin de sa vie.
- Gérard Philipe (1922-1959), acteur, a grandi à Grasse au Parc Palace, présidé par son père pendant l'Occupation. Son grand-père fut maire de Grasse.
- Jacques-Louis Lions (1928-2001), fils de l'ancien maire Honoré Lions, et son fils Pierre-Louis Lions, mathématiciens.
- Georges Lautner (1926-2013), réalisateur de cinéma français, y résida (saint François).
- Jacques Courtens (1926-1988), artiste peintre a produit l'essentiel de son œuvre à Grasse où il décéda.
- Bernard Pons (1926-2022), homme politique français, ancien ministre français y résida (Saint François).
- Charles Pasqua (1927-2015), homme politique français, ancien ministre de l'Intérieur et né dans la commune
- Jean Leullier (1928-1999), coureur cycliste mort à Grasse (Magagnosc).
- Robert Nyel (1930-2016, natif), auteur compositeur.
- Georges Descrières (1930-2013), de son vrai nom Georges Bergé, acteur français y résida (Magagnosc).
- François Demachy (1949, natif), nez pour les parfums Chanel puis les Parfums Dior, il fait replanter à Grasse des champs de fleurs, matières premières de la parfumerie.
- Yves Bertrand (1944-2013, natif), ancien directeur des Renseignements généraux.
- Coluche (1944-1986), mort percuté par un camion près de Grasse le 19 juin 1986.
- Frederic Prokosch (1908-1989), écrivain américain mort au Plan de Grasse en 1989.
- Michèle Mouton (1951, natif), pilote de rallye et a occupé la 14e position sur la liste d'Hervé de Fontmichel aux élections municipales de 1989.
- Jacques Cavallier (1962, natif), parfumeur-créateur français.
- Lolo Ferrari (1963-2000), vécut et décède à Grasse le 5 mars 2000.
- Olivier Py (1965, natif), acteur français.
- Gilles Marini (1976, natif), acteur français.
- Marion Bertrand (1984, native), skieuse alpine française.
- Mélanie Bernier (1985, native), actrice française.
- Eugénie Le Sommer (1989, native), footballeuse française qui joue actuellement pour l'Olympique lyonnais et en équipe de France de football.
- Stéphane Bahoken (1992, natif), footballeur français.
- Jimmy Yobo (1992, natif), rugbyman français.
- Alexis Raynaud (1994, natif), tireur sportif français.
- Lucas Rougeaux (1994, natif), footballeur français.
- Vincent Koziello (1995, natif), footballeur français.